# Nichollssaura
Nichollssaura es un género extinto de plesiosaurio leptocleídido del Cretácico inferior que vivió en el mar boreal de Norteamérica. La especie tipo es N. borealis, hallado en depósitos del Albiense de Alberta, Canadá. Nichollssaura llena un vacío de aproximadamente 40 millones de años en el registro fósil de los plesiosaurios norteamericanos. 

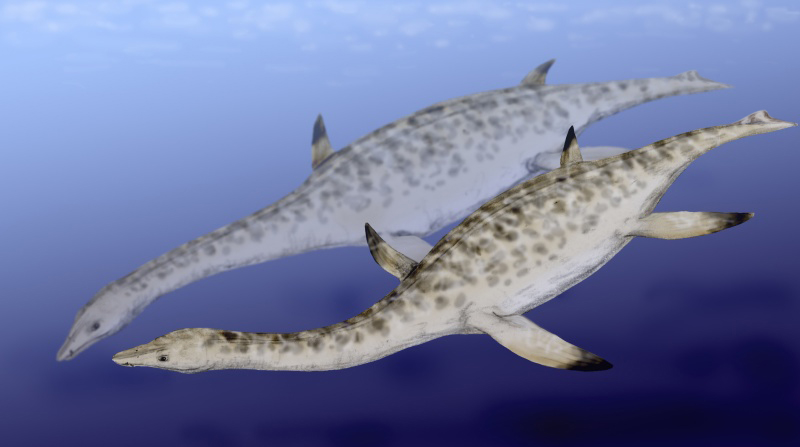
Dos Nichollssaura nadando en el mar boreal.

Fue descubierto en una mina de la compañía Syncrude en Alberta, Canadá en 1994. Los fósiles se encuentran en exhibición en el Real Museo Tyrrell, que caracen solo del miembro delantero izquierdo y la escápula, que se perdierob cuando los restos fueron descubiertos accidentalmente por los operarios de una retroexcavadora de 100 toneladas, Greg Fisher y Lorne Cundal.

## Etimología
El fósil fue nombrado en homenaje a la curadora paleontológica Betsy Nicholls, y fue denominado en principio Nichollsia borealis pero Nichollsia ya estaba en uso (preocupado) por un género de isópodos. Por tanto, los autores originales propusieron a Nichollssaura como nombre de reemplazo para el género en 2009.